# 利妥木单抗
利妥木单抗（INN：Rilotumumab：开发代号：AMG102）是一种人单克隆抗体，设计用于治疗实体瘤。
利妥木单抗一直由安进公司开发，直到2014年11月，安进宣布停止该化合物治疗晚期胃癌的所有临床试验（包括两项III期研究），因为其中一项试验发现与仅接受化疗的患者相比，同时服用利妥木单抗和化疗的患者死亡人数增加。